# جین آدامز (هنرپیشه)
جین آدامز (انگلیسی: Jane Adams؛ زادهٔ ۱ آوریل ۱۹۶۵) هنرپیشه اهل ایالات متحده آمریکا است. وی از سال ۱۹۸۵ میلادی تاکنون مشغول فعالیت بوده‌است.
از فیلم‌هایی که وی در آن نقش داشته‌است، می‌توان به سرگذشت ناگوار، داستان‌های لمونی اسنیکت، درخشش ابدی یک ذهن پاک، بی‌باک، شادی، کانزاس سیتی، آخرین تعطیلات، اورنج کانتی، من عاشق دردسرم، مهمانی سالگرد ازدواج، حفاری برای آتش، موسیقی از اتاقی دیگر، خواب سبک، حواس‌پرتی، یک ماهی در وان حمام و بی‌قرار اشاره کرد.